# Kaminaljuyú
Kaminaljuyú est un site archéologique mésoaméricain situé à 1 500 m d'altitude dans les Hautes Terres du Guatemala sur la ligne de partage des eaux Atlantique/Pacifique. 

## Présentation
Le site s'étend sur une longue occupation chronologique qui correspond à la période préclassique de la civilisation maya ou aux l'Époques I, II et III  de la Mésoamérique. C'était un site étendu (5 km2), dont il subsistait plus de deux cents plateformes et monticules lors des premières fouilles, mais en nettement moins bon état que ceux visités en masse par les touristes comme Chichén Itzá ou Tikal. La plus grande partie du site a été engloutie par le développement des faubourgs de Guatemala. Un parc archéologique préserve néanmoins le centre de la cité.  
Les premières fouilles ont été entreprises à partir de 1935 par la Carnegie Institution de Washington. Des fouilles de sauvetage, que le développement de la capitale du Guatemala rendait urgentes, ont été menées dans les années 1960 par la Pennsylvania State University.
Si nous ne possédons presque rien de la phase Arévalo, la plus ancienne du site de -1100 à -1000, la phase Las Charcas (de -1000 à -700) nous est mieux connue, entre autres par des statuettes féminines très caractéristiques. La stèle 9, retrouvée dans le monticule C-III-6, représente sans doute un dirigeant de Kaminaljuyú : elle représente un personnage dont la bouche laisse échapper une volute, un signe qui, en Mésoamérique, indique la parole et le pouvoir. 
Le site atteint son apogée au Préclassique récent, de -400 à 200 ap. J.-C. (Époque II). Sa prospérité était certainement due au contrôle des mines d'obsidienne d'El Chayal. Tout indique que Kaminaljuyú était un état hiérarchisé, dont les élites étaient en mesure de mobiliser une main d'œuvre impressionnante, capable de construire des pyramides en briques d'adobe (vingt-cinq millions de briques pour les plus grandes structures), réduites actuellement à l'état de monticules. L'une d'entre elles, le monticule E-III-3, contenait deux sépultures de la phase Miraflores qui témoignent de la richesse des dirigeants: on a retrouvé plus de 300 objets dans l'une et 200 dans l'autre. On a retrouvé plusieurs stèles sculptées, dont certaines comportent des glyphes en colonnes formant un texte, notamment la stèle 10, qui a fait et fait encore l'objet de spéculations quant à l'origine de l'écriture maya. La théorie de plus en plus souvent retenue est que les auteurs des textes de Kaminajuyu étaient des locuteurs du groupe maya ch'ol. La stèle 11, quant à elle, représente un personnage dont la tête porte un masque de «dieu Oiseau», semblable à celui de la stèle 4 d'Izapa ou de la Stèle de La Mojarra, qui datent de la même époque. La coutume d'ériger des stèles représentant des personnages importants, généralement en combinaison avec un texte, sera adoptée par les Mayas des Basses-Terres à l'époque classique.

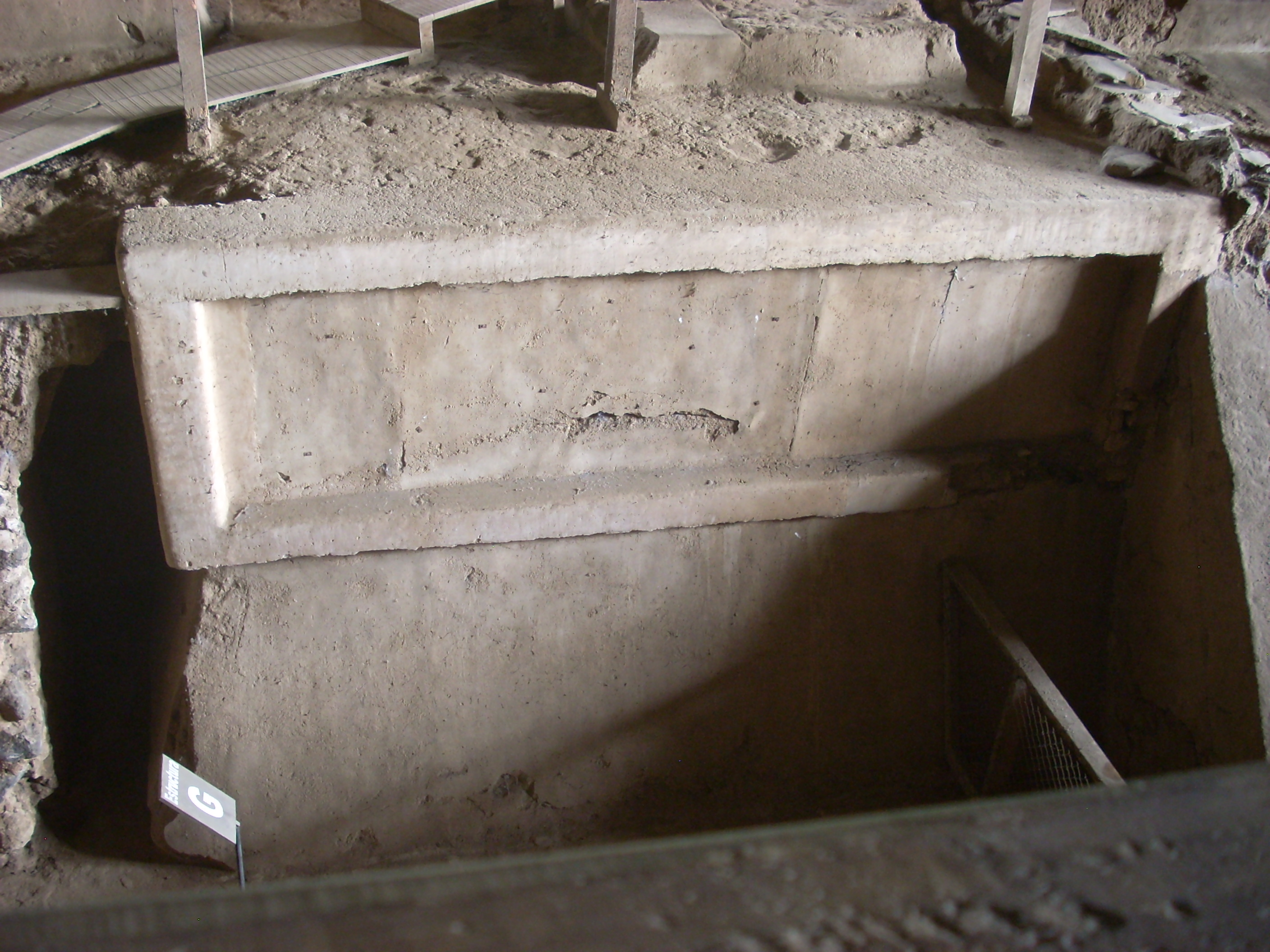
Talud-tablero à Kaminaljuyú

À la charnière du Préclassique et du Classique, vers 200 apr. J.-C. (Époque III), la région est affectée par d'importants changements. Les routes commerciales de Kaminaljuyu sont perturbées par l'expansion d'un autre groupe maya, les K'iche', en provenance du nord-ouest. Ces derniers occupent finalement Kaminaljuyú. Les archéologues ont pu suivre ces changements en suivant l'expansion de la céramique Solano, associée aux K'iche'. Au cours de la phase Aurora (de 200 à 400, la tradition écrite disparait complètement de la ville. Au cours de la phase Esperanza, Kaminaljuyú porte la marque incontestable d'une influence de Teotihuacan, visible dans certains monuments en talud-tablero ou encore par la présence de vases tripodes. Les modalités de cette présence ont fait et font encore l'objet de débats. William Sanders et Barbara Price ont avancé l'idée que Kaminaljuyú était devenu une colonie de Teotihucan. Cette dernière, qui contrôlait les gisements d'obsidienne d'Otumba et de Pachuca, aurait voulu mettre la main sur les gisements d'El Chayal et d'Ixtepeque, situés à proximité de Kaminaljuyú, et s'assurer ainsi le monopole de la production d'osidienne en Mésoamérique. Si quasiment plus personne n'adhère à l'idée d'une conquête militaire de Kaminaljuyú par Teotihucan, l'hypothèse de la présence de marchands ou encore de «conseillers» est tout à fait plausible. Des «barrios» (quartiers) étrangers sont d'ailleurs attestés à Teotihuacan.
Le site est abandonné vers 800 au début de l'Époque IV.